# 过洋牵星术
过洋牵星术，是一種經由觀測星象，決定所在緯度，用來作為船隻導航的古代航海法。在明代郑和航海图中記錄下這個技術。

## 歷史
中国在汉代已有觀星导航技术。在《汉书·艺文志》已记载《海中星占验》、《海中五星经杂事》、《海中五星杂事》、《海中五星顺逆》、《海中二十八宿国分》、《海中二十八宿臣分》、《海中日月慧虹杂占》等海上观星导航术的书籍。宋徽宗宣和元年（1119年），朱彧在他的《萍洲可谈》中写道：“舟师识地理，夜则观星，昼则观日，阴晦观指南针”可知中国的航海家很早就利用天文观察来导航了。到了明代观星技术更进一步发展成为定量测量——过洋牵星术，普遍用于航海导航。明、清的海道针经多包括用过洋牵星术测量的星座高度。
日本學者認為，這項技術起源於阿拉伯人在印度洋航行技術。在元代時傳入中國，被作為針路指引之用。但是明清時代很少使用這項技術。

## 牵星板
过洋牵星术中的基本工具是牵星板。明万历二十五年李诩在所著《戒庵老人漫笔》一书中写道：“牵星板一副，十二片，乌木为之，自小渐大，大者长七寸餘。标为一指、二指，以至十二指，俱有细刻，若分、寸然。又有象牙一块，长二寸，四角皆缺，上有半指、半角、一角、三角等字，颠倒相向，盖周髀算尺也。”
牵星板的使用法：手持一块牵星板在一定距离，对准水平线上方天体，以牵星板底线对水平线（“平水”），以上端对准天体为度，如果用的某指牵星板，天体高度便是某指。
一指还可细分为四“角”。一指合今日1度36分，一角合24分。
- 1指  水平线上 1度36分
- 2指  水平线上 3度12分
- 3指  水平线上 4度48分
- 4指  水平线上 6度24分
- 5指  水平线上 8度0分
- 6指  水平线上 9度36分
- 7指  水平线上 11度12分
- 8指  水平线上 12度48分
- 9指  水平线上 14度24分
- 10指  水平线上 16度0分
- 11指  水平线上 17度36分
- 12指  水平线上 19度12分

明代过洋牵星术常用的星座包括北辰星、织女星、布司星、水平星（船底座α星）、北斗星、华盖星、灯笼骨星等。

## 郑和航海过洋牵星图

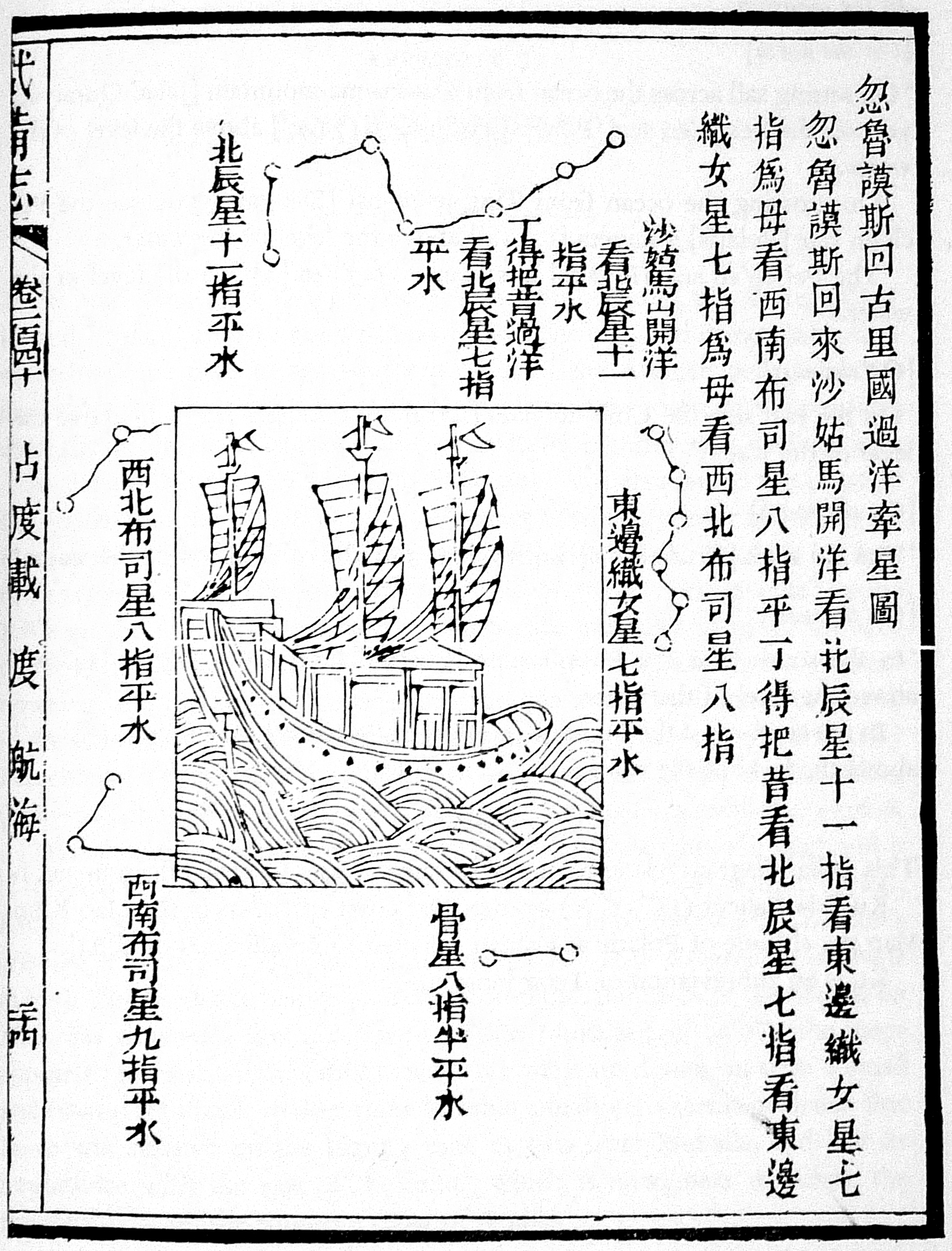
郑和航海过洋牵星图之一

《郑和航海图》中有四幅过洋牵星图。其中一幅题为“忽鲁谟斯国回古里国过洋牵星图”。
- “忽鲁谟斯回来沙姑马开洋，看北辰星十一指（水平线上17度36分），看东边织女星七指为母（水平线上11度12分），看西南布司星八指平（水平线上12度48分）丁得把昔，看北辰星七指（水平线上11度12分），看东边织女星七指為母（水平线上11度12分），看西北布司星八指（水平线上12度48分）。沙姑马开洋看北辰星十一指平水（17度36分）。丁得把昔过洋看北辰星七指平水（水平线上11度12分）。[5]”

## 外部連結
- YouTube上的關鍵時刻（牽星術）